# Curemonte
Curemonte – miejscowość i gmina we Francji, w regionie Nowa Akwitania, w departamencie Corrèze.
Według danych na rok 1990 gminę zamieszkiwały 203 osoby, a gęstość zaludnienia wynosiła 23 osoby/km² (wśród 747 gmin Limousin Curemonte plasuje się na 428. miejscu pod względem liczby ludności, natomiast pod względem powierzchni na miejscu 582.).

## Galeria

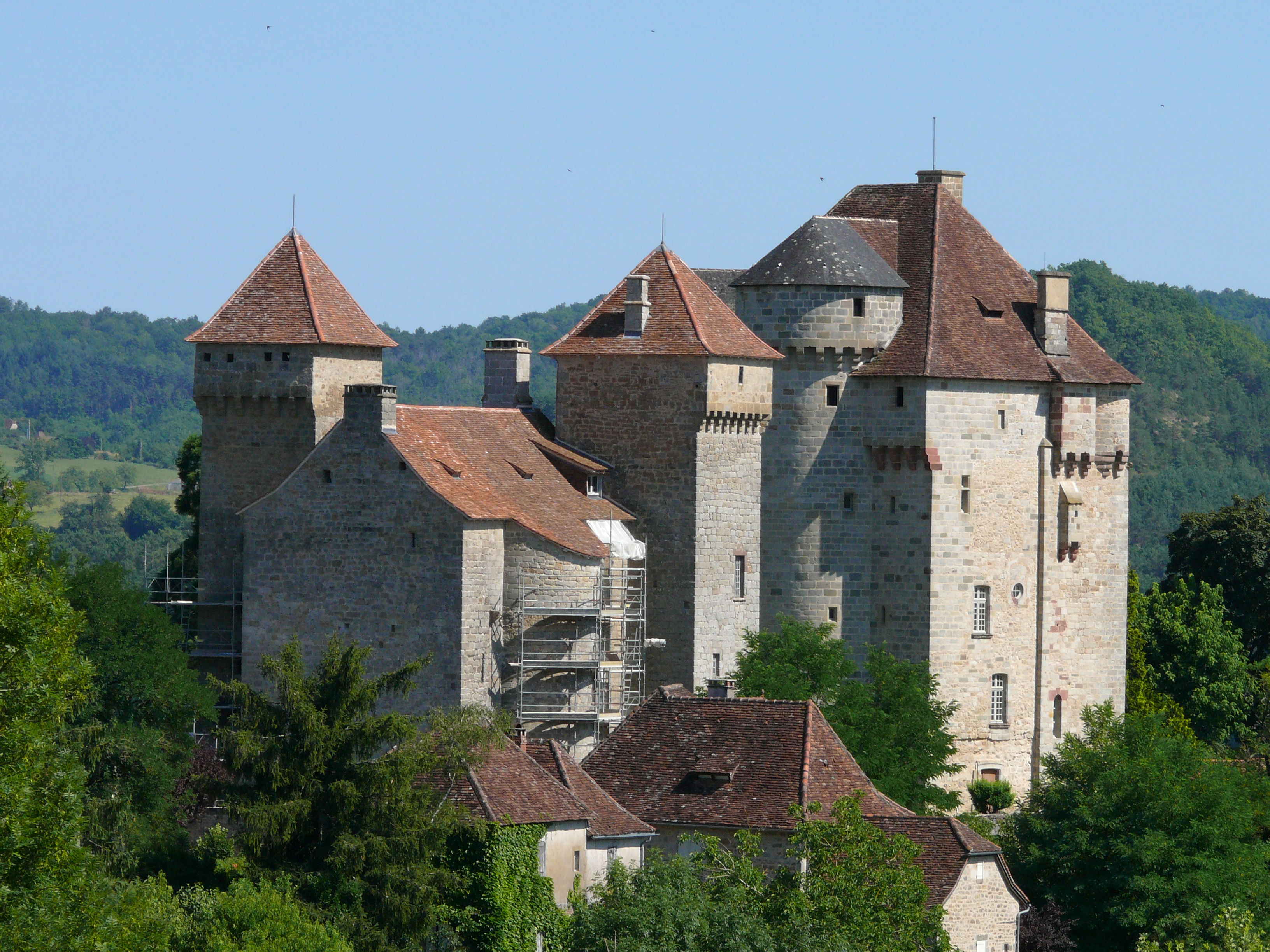
Zamek w Curemonte (2008)
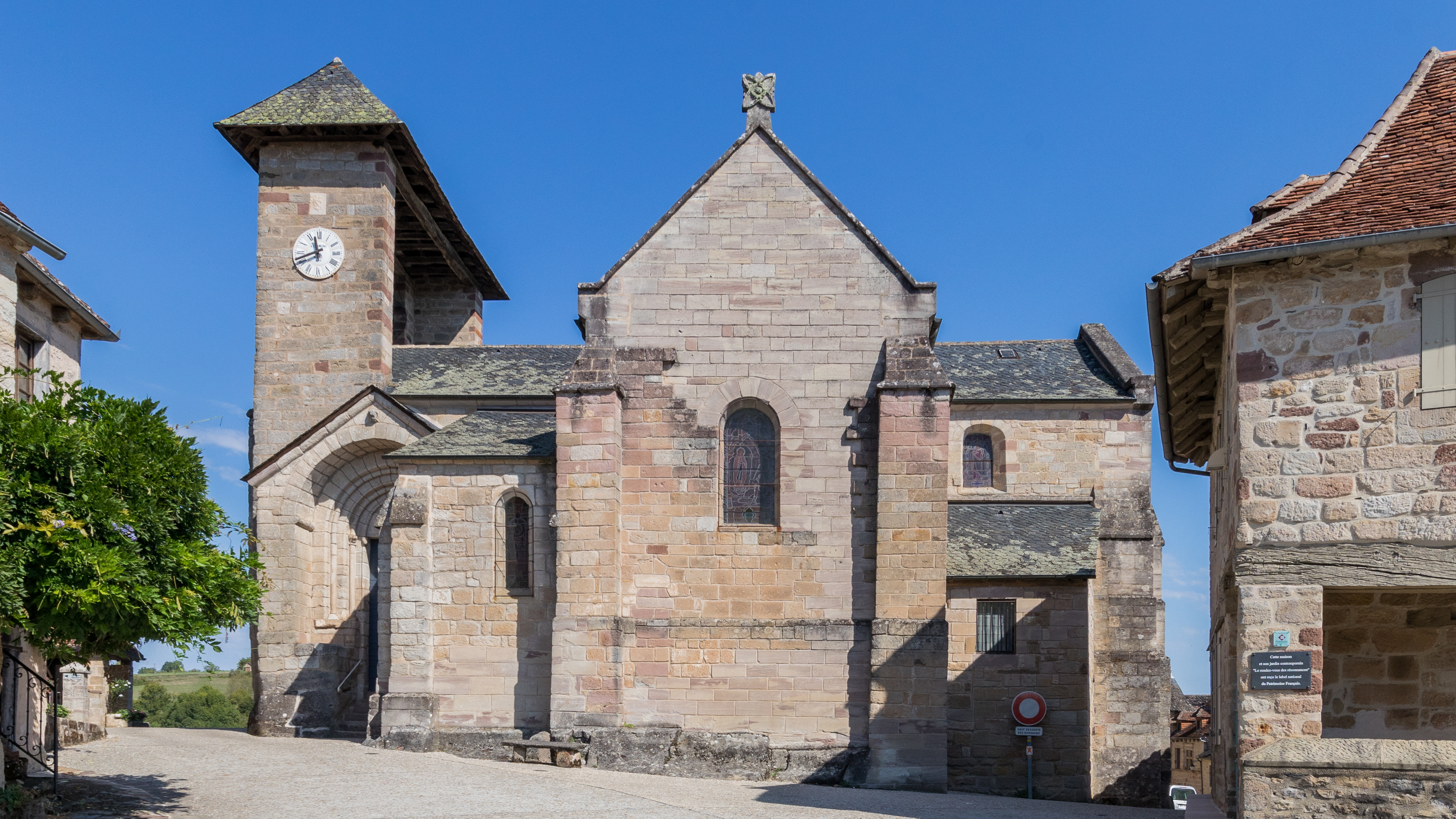
Kościół św. Bartłomieja w Curemonte (2008)

## Populacja

Populacja Curemonte w latach 1962–2008